# Aatos Erkko
Aatos Juho Michel Erkko (Helsinki, 16 settembre 1932 – 5 maggio 2012) è stato un giornalista e editore finlandese.
È stato il principale proprietario della Sanoma Corporation e del giornale Helsingin Sanomat, di cui è stato anche il redattore capo.
È stato per molti anni la persona più benestante della Finlandia e direttamente o indirettamente controllava il 23.29% delle azioni della Sanoma Corporation, il cui valore il 29 luglio 2009 era superiore a 453 milioni di euro.

## Famiglia

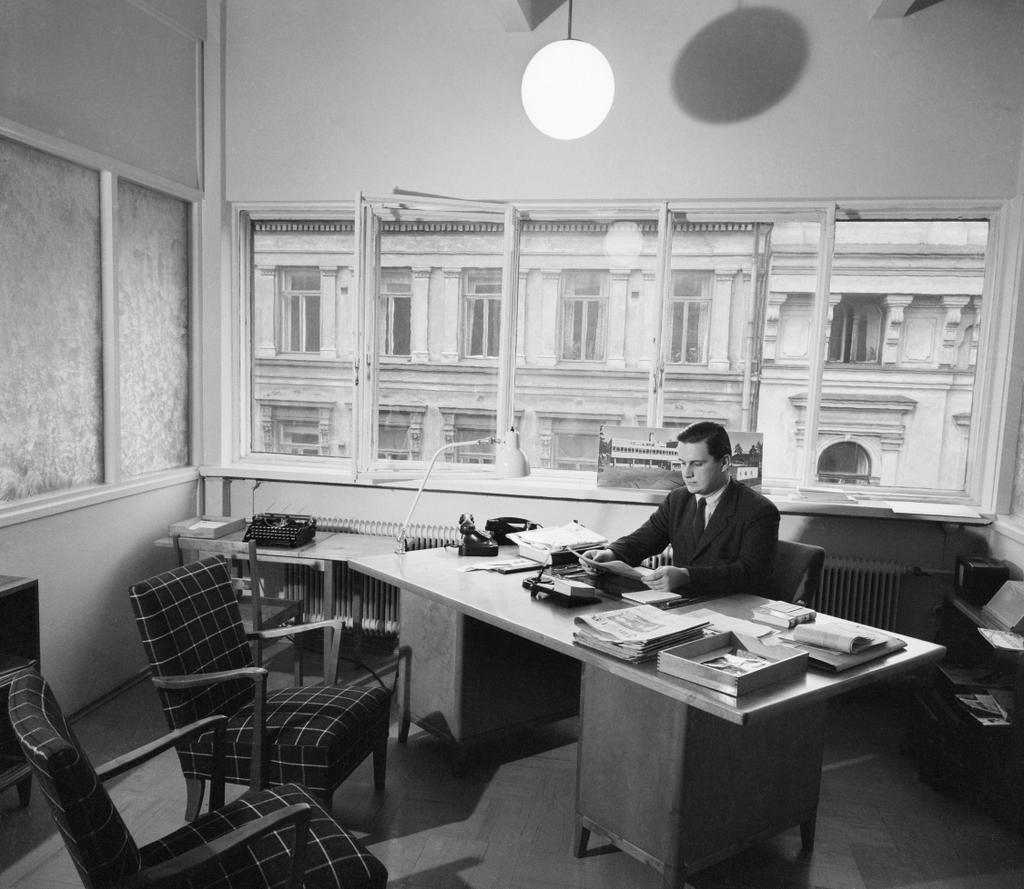
Aatos Erkko nel 1953 nelle vesti di caporedattore della rivista Viikkosanomat, il suo primo lavoro da giornalista. Anche la Sanoma Corporation possedeva questa rivista.

Aatos Erkko è nato a Helsinki. Ha sposato Jane Airola (1936–2014) nel 1959, ma non hanno avuto figli.
Suo padre era il politico e giornalista Eljas Erkko (1895–1965) che lo ha preceduto come redattore capo del Helsingin Sanomat, e sua madre era Violet Eugenie Sutcliffe (1897–1990), di origine inglese. Il nonno di Erkko, Eero Erkko (1860–1927), era anch'egli giornalista e politico, meglio conosciuto come il fondatore del Helsingin Sanomat.

## Istruzione
Erkko ha conseguito la laurea magistrale in giornalismo presso l’università Columbia di New York.

## Sanoma
La società Sanoma fece la sua offerta pubblica iniziale nel 1999, quando Aatos Erkko era presidente del consiglio di amministrazione. Presentare notizie provenienti da tutto il mondo divenne sempre più importante. Erkko fondò la scuola di Sanoma per giornalisti nel 1967, e Sanoma ha tutt’oggi corrispondenti dall’estero in numerosi paesi del mondo.

## Benessere
Aatos Erkko è stato il più grande proprietario della più grande impresa finlandese nel settore dei media, con il controllo di poco più del 23% delle azioni di Sanoma. In quanto uno dei punti chiave di Sanoma, Helsingin Sanomat è uno dei principali giornali in circolazione nell’intera regione Nordica. Il valore delle sue attività era stimato nel 2012 a 600 milioni di euro. Circa 300 milioni di euro equivalgono a titoli internazionali gestiti da una società di investimento registrata in Svizzera.

## Donazioni
Aatos Erkko donò una volta 2,9 milioni di euro all’Università di Helsinki per l’istituzione di una cattedra.
Ha donato inoltre attrezzature costose all’ospedale universitario di Helsinki e ha dato un significativo sostegno finanziario al Parco nazionale di Nuuksio.

### Centro Naturalistico finlandese Haltia

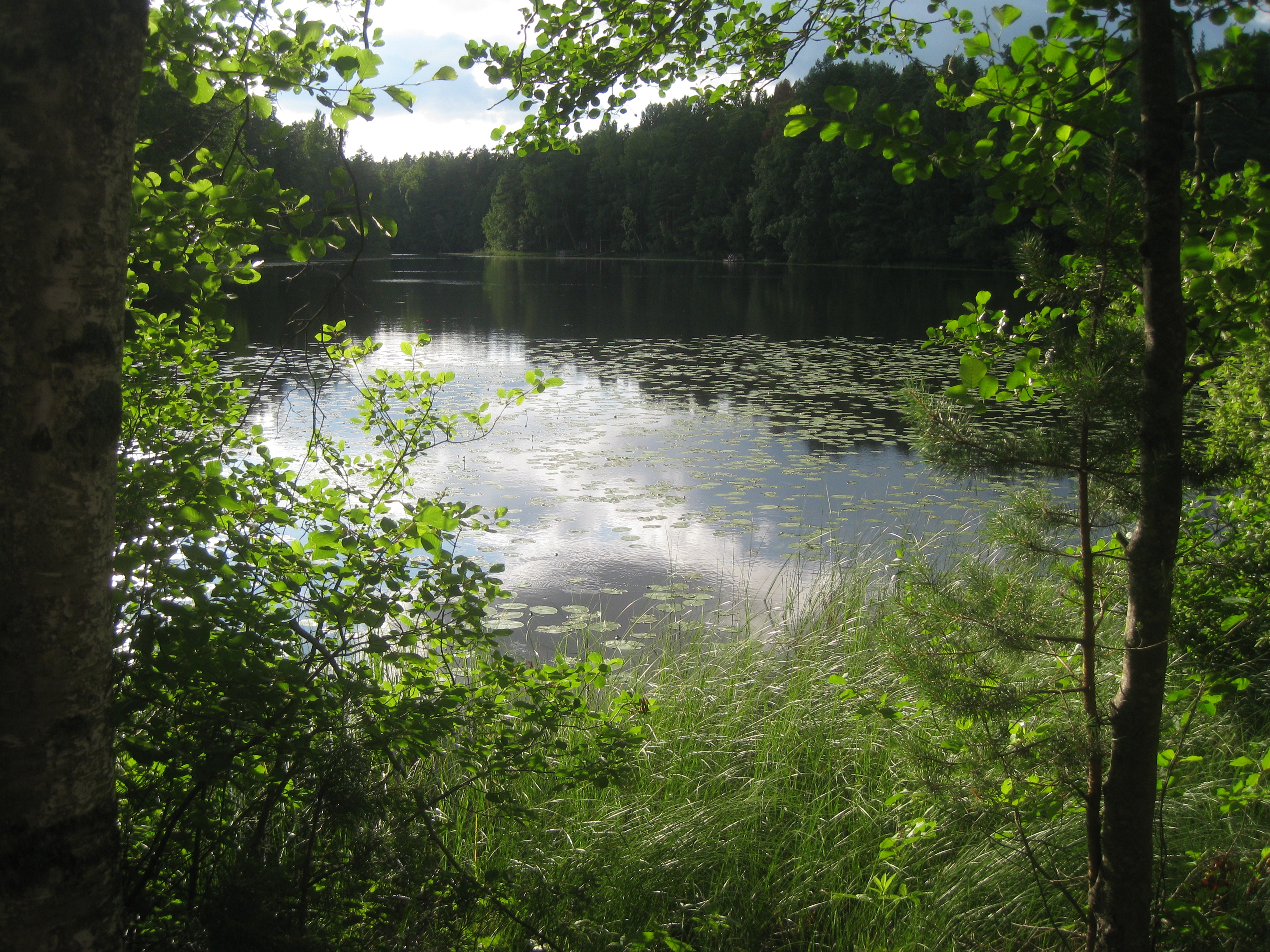
Parco Nazionale Nuuksio

Il Centro naturalistico finlandese Haltia nel Parco Nazionale di Nuuksio ha ricevuto una donazione di un milione di euro dalla Fondazione Jane e Aatos Erkko per l’incorporazione di elementi ecologici nel progetto centrale. Modi innovativi per sfruttare l’energia solare e l’energia termica della terra avrebbero reso il parco autosufficiente al 75% in termini di riscaldamento e il suo sistema di raffreddamento sarebbe diventato autosufficiente al 100%. Il centro sarebbe stato completato entro gennaio 2013. Avrebbe presentato il meglio delle caratteristiche naturali e della biodiversità della Finlandia e avrebbe permesso alle persone che vivono o visitano l'area di Helsinki di avere prospettive sulle meraviglie naturali dell'intero paese.

### Medicina
La Fondazione Jane e Aatos Erkko ha donato €415,000 milioni per la diagnosi delle malattie infantili nel 2011.